# Mother Love (film 1910)
Mother Love è un cortometraggio muto del 1910 diretto da Harry Solter e interpretato da Florence Lawrence.

## Produzione
Il film fu prodotto dall'Independent Moving Pictures Co. of America (IMP)

## Distribuzione
Il film - un cortometraggio di una bobina - uscì nelle sale statunitensi il 7 marzo 1910, distribuito dall'Independent Moving Pictures Co. of America (IMP).